# YAGO
YAGO (Yet Another Great Ontology) és una gran ontologia, obtinguda a partir de Wikipedia, WordNet i GeoNames. Conté més de 120 milions de fets de més de 10 milions d'entitats (com ara persones, ciutats o organitzacions). YAGO fou desenvolupada el 2007 inicialment pel Max Planck Institute for Informatics i posteriorment per aquesta institució i la universitat Telecom ParisTech.

## Versions
Hi ha hagut tres versions de YAGO:
- La primera versió contenia fets extrets automàticament de les versions angleses de la Wikipedia i de WordNet. Les entitats de YAGO es van extreure de les pàgines de la Wikipedia i els tipus d'entitat (o classes) dels synsets (conjunts de sinònims) de WordNet. La classificació de les entitats en els seus tipus es va obtenir a partir de les categories de les pàgines de la Wikipedia. Els fets de les entitats es van extreure també de les categories esmentades i de les infotaules de Wikipedia.[1][4]
- La segona versió, anomenada YAGO2, fou una extensió de la primera, afegint-hi fets temporals i espacials. Els fets temporals es van extreure de les infotaules de les pàgines de la Wikipedia, i consistien en els intervals temporals d'existència de les entitats i els d'ocurrència dels esdeveniments i dels propis fets. Alhora, es van identificar les entitats existents a la versió anglesa de Wikipedia que tenen una localització física (com ara ciutats, seus d'organitzacions, o esdeveniments esportius) i s'hi va incloure les coordenades geogràfiques d'aquestes entitats. Es varen afegir també les més de 7 milions d'entitats que existien a GeoNames i que no estaven a la Wikipedia. Addicionalment, per les entitats de la Wikipedia anglesa que tenen pàgines en altres llengües, YAGO2 inclou el seu nom en aquestes llengües.[5]
- La tercera versió, anomenada YAGO3, fou una extensió de YAGO2, integrant-hi entitats i fets presents en edicions de Wikipedia diferents de l'anglesa. Es varen integrar les edicions de la Wikipedia en alemany, francès, holandès, italià, castellà, romanès, polonès, àrab i persa. En total es varen afegir més d'un milió d'entitats que no estaven presents a la YAGO2, i més de set milions de fets, extrets de les categories i de les infotaules de les pàgines.[6]

## Accés
Públicament, es pot accedir a la darrera versió de YAGO per quatre vies:
- Descàrrega.[7]
- Punt d'accés SPARQL.[8]
- Navegador textual de l'ontologia.[9]
- Navegador gràfic de l'ontologia.[10] El gràfic adjunt mostra el graf que proporciona aquest navegador quan se cerca per Ramon Llull.